# Norbert Gœneutte

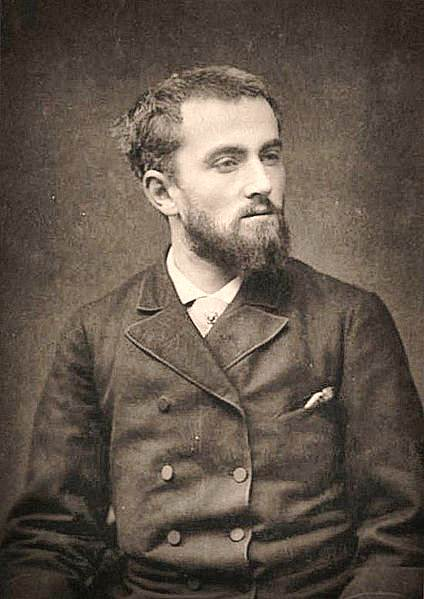
Norbert Gœneutte.

Norbert Gœneutte, född den 24 juli 1854 i Paris, död den 9 oktober 1894 i Auvers-sur-Oise, var en fransk målare och raderare. 
Gœneutte, som var elev till Pils, slog redan med ett av sina debutarbeten på salongen, Boulevard de Clichy (1876), in på den skildring av Parislivet, som bildar hans konsts röda tråd. Han var i detta avseende påverkad av Béraud, men lutar senare mer mot Édouard Manet och Raffaëlli. Kända verk är Auktion på torget, Servitriser i Duval, Kafékoncert med flera. Han målade även landskap, utförde raderingar och arbeten med kall nål (omkring 200) samt ypperliga teckningar. I Luxembourgmuseet i Paris finns bland annat Mandsportræt och Soupe du Matin.